# Jagged Alliance: Deadly Games
 (septembre 2013).
Si vous disposez d'ouvrages ou d'articles de référence ou si vous connaissez des sites web de qualité traitant du thème abordé ici, merci de compléter l'article en donnant les références utiles à sa vérifiabilité et en les liant à la section « Notes et références ».
Jagged Alliance: Deadly Games est un jeu vidéo de tactique au tour par tour créé par Sir-Tech.
Contrairement au premier volet, Jagged Alliance, il peut se jouer en multijoueur et n'a pas un scénario précis. Il est composé d'un grand nombre de missions uniques et de plusieurs campagnes. Les joueurs peuvent aussi créer des scénarios et des campagnes, ce qui lui donne une durée de vie très grande.

## Caractéristiques du jeu
On retrouve dans le jeu l'AIM (qui est présente dans tous les volets de la série Jagged Alliance), l'association internationale des mercenaires, et le joueur doit engager entre un et huit mercenaires et leur fournir matériel et munitions avant de commencer le scénario ou la campagne.
Tout comme dans un Role-Playing Game (RPG), les personnages gagnent des niveaux d'expérience dans les campagnes, se procurent de nouvelles armes, et progressent dans leurs compétences par la pratique. Chaque mercenaire est décrit par quatre caractéristiques physiques :
- health (santé) : nombre de point de vie ;
- agility (agilité) : capacité à se déplacer vite et sans bruit ;
- dexterity (dextérité) : capacité à effectuer des actions précises rapidement (crochetage, désarmorçage...) ;
- wisdom (sagesse) : capacité à apprendre. Une sagesse élevée permet de progresser plus rapidement.

Puis viennent les quatre caractéristiques techniques :
- markmanship : précision aux armes à feu ;
- mechanical : réparation/fabrication d'équipement ;
- explosive : amorçage/désamorçage/fabrication d'engins explosifs ;
- medical : capacité à soigner les blessures vite et bien.

Ces compétences sont estimées sur une échelle de 0 à 100.
L'un des principaux attraits de Jagged Alliance est que chaque personnage à son propre caractère. Certains s'apprécient, d'autres au contraire se haïssent, parfois au point de ne pas renouveler leur contrat, sans compter ceux qui sont vraiment fous et peuvent avoir des réactions inattendues en combat. Un commandant avisé doit prendre garde à ces incompatibilités d'humeur.

## Accueil
| Jagged Alliance: Deadly Games |      |       |
| Média                         | Pays | Notes |
| Computer Gaming World         | US   | 4/5   |
| GameSpot                      | US   | 76 %  |
| Gen4                          | FR   | 3/5   |
| Joystick                      | FR   | 70 %  |